# Birmingham (Mondkrater)
Birmingham ist ein Einschlagkrater auf dem Mond im Norden der Mondvorderseite. Er liegt am nördlichen Rand des Mare Frigoris, westlich von Timaeus und südwestlich von Epigenes. Die Kraterwälle der weiten Ebene sind sehr stark erodiert und an mehreren Stellen ganz eingeebnet.
| Buchstabe | Position            | Durchmesser | Link |
| --------- | ------------------- | ----------- | ---- |
| Z         | 60,97° N, 145,87° W | 29 km       |      |
| B         | 63,5° N, 11,27° W   | 7 km        |      |
| G         | 64,57° N, 10,26° W  | 5 km        |      |
| H         | 64,45° N, 10,67° W  | 7 km        |      |
| K         | 65,03° N, 13,19° W  | 6 km        |      |

Der Krater wurde 1935 von der IAU nach dem irischen Astronomen John Birmingham benannt.

## Weblinks

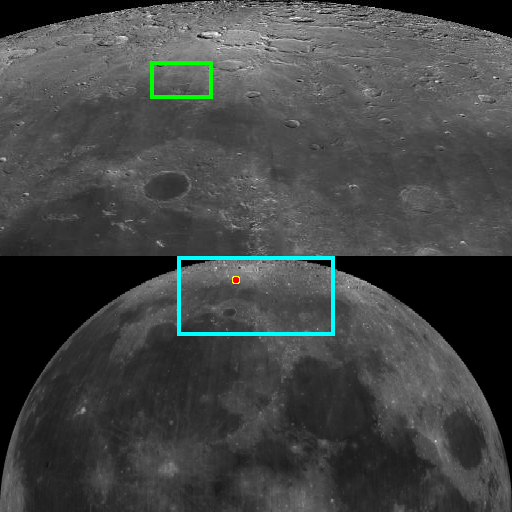
Lage von Birmingham